# Susan Noel
Pour les articles homonymes, voir Noël (homonymie).
Susan Noel (épouse Powell), née le 8 juin 1912 et morte le 1er octobre 1991, est une joueuse de tennis britannique des années 1930, par ailleurs joueuse de squash émérite, championne des États-Unis de squash en 1933 et vainqueur à trois reprises du British Open de squash, le championnat du monde officieux.
Associée à Jadwiga Jędrzejowska, elle est finaliste en 1936 de l'épreuve de double dames aux Internationaux de France de tennis, 

## Biographie
Elle participe au British Open de squash, championnat du monde officieux, en 1924 à l'âge de 12 ans. Plus tard, elle remporte trois titres en 1932, 1933, 1934 et se retire à l'âge de 22 ans avant de revenir pour l'édition 1939 perdant en finale face à Margot Lumb.
En 1937, elle publie Squash rackets et en 1955, elle publie Tennis in Our Time.

## Palmarès (partiel)

### Finale en double dames
| No | Date       | Nom et lieu du tournoi         | Catégorie | Surface      | Vainqueures                  | Partenaire           | Score         |          |
| -- | ---------- | ------------------------------ | --------- | ------------ | ---------------------------- | -------------------- | ------------- | -------- |
| 1  | 19/05/1936 | Internationaux de France Paris | G. Chelem | Terre (ext.) | Simonne Mathieu Billie Yorke | Jadwiga Jędrzejowska | 2-6, 6-4, 6-4 | Parcours |

## Parcours en Grand Chelem (partiel)
Si l’expression « Grand Chelem » désigne classiquement les quatre tournois les plus importants de l’histoire du tennis, elle n'est utilisée pour la première fois qu'en 1933, et n'acquiert la plénitude de son sens que peu à peu à partir des années 1950.

### En simple dames
| Année | Championnat d'Australie | Championnat d'Australie | Internationaux de France | Internationaux de France | Wimbledon       | Wimbledon        | US National | US National |
| ----- | ----------------------- | ----------------------- | ------------------------ | ------------------------ | --------------- | ---------------- | ----------- | ----------- |
| 1932  | -                       | -                       | 1er tour (1/32)          | Doris Metaxa             | 3e tour (1/16)  | Betty Nuthall    | -           | -           |
| 1933  | -                       | -                       | -                        | -                        | 1er tour (1/64) | Elsie Pittman    | -           | -           |
| 1934  | -                       | -                       | 2e tour (1/16)           | Kay Stammers             | 2e tour (1/32)  | Marie Luise Horn | -           | -           |
| 1935  | -                       | -                       | -                        | -                        | 3e tour (1/16)  | Helen Wills      | -           | -           |
| 1936  | -                       | -                       | 3e tour (1/8)            | Simone Iribarne          | 4e tour (1/8)   | J. Jędrzejowska  | -           | -           |
| 1937  | -                       | -                       | 3e tour (1/8)            | Sylvie Jung              | 1er tour (1/64) | J. Jędrzejowska  | -           | -           |
| 1938  | -                       | -                       | -                        | -                        | 3e tour (1/16)  | Margaret Morphew | -           | -           |
| 1939  | -                       | -                       | 1er tour (1/16)          | Alice Weiwers            | 3e tour (1/16)  | Valerie Scott    | -           | -           |
| 1946  | -                       | -                       | -                        | -                        | 2e tour (1/32)  | Mary Whitmarsh   | -           | -           |
| 1947  | -                       | -                       | -                        | -                        | 2e tour (1/32)  | Joan Hartigan    | -           | -           |

À droite du résultat, l’ultime adversaire.

### En double dames
| Année | Championnat d'Australie | Championnat d'Australie | Internationaux de France    | Internationaux de France   | Wimbledon                     | Wimbledon                  | US National | US National |
| ----- | ----------------------- | ----------------------- | --------------------------- | -------------------------- | ----------------------------- | -------------------------- | ----------- | ----------- |
| 1932  | -                       | -                       | 1er tour (1/16) Helen Dyson | Sylvie Jung Doris Metaxa   | 1er tour (1/32) J. Cunningham | Sybil Edwards Dorothy Shaw | -           | -           |
| 1933  | -                       | -                       | -                           | -                          | 1er tour (1/32) B. Feltham    | M. Scriven Josane Sigart   | -           | -           |
| 1934  | -                       | -                       | 1/2 finale Jędrzejowska     | Helen Jacobs Sarah Palfrey | 1er tour (1/32) B. Feltham    | Helen Jacobs Sarah Palfrey | -           | -           |
| 1935  | -                       | -                       | -                           | -                          | 1/4 de finale Jędrzejowska    | Freda James Kay Stammers   | -           | -           |
| 1936  | -                       | -                       | Finale Jędrzejowska         | S. Mathieu Billie Yorke    | 1/4 de finale Jędrzejowska    | Joan Ingram Phyllis King   | -           | -           |
| 1937  | -                       | -                       | 1/4 de finale Jędrzejowska  | E. Dearman Joan Ingram     | 1/4 de finale Jędrzejowska    | S. Mathieu Billie Yorke    | -           | -           |
| 1938  | -                       | -                       | -                           | -                          | 2e tour (1/16) A. McOstrich   | Helen Ramsey Yvonne Brown  | -           | -           |
| 1939  | -                       | -                       | 1er tour (1/8) Billie Yorke | Alice Florian Hella Kovac  | 3e tour (1/8) P. O'Connell    | Sarah Fabyan Alice Marble  | -           | -           |
| 1946  | -                       | -                       | -                           | -                          | 1er tour (1/32) E. Harvey     | A. McOstrich Jean Saunders | -           | -           |
| 1947  | -                       | -                       | -                           | -                          | 2e tour (1/16) Joan Hartigan  | Jean Nicholl Betty Hilton  | -           | -           |

Sous le résultat, la partenaire ; à droite, l’ultime équipe adverse.